# Luster (plaats)
Luster is een plaats in de Noorse gemeente Luster in de provincie Vestland. Luster is gelegen aan de westzijde van het Lusterfjord.